# Nevisi labdarúgó-bajnokság (első osztály)
A Nevis Premier Division a Nevis-i labdarúgó-bajnokságok legfelsőbb osztályának elnevezése. 2005-ben alapították és 8 csapat részvételével zajlik.

## A 2010–11-es bajnokság résztvevői
- BAS Stoney Grove Strikers
- Bath United
- Beyond Homes All Stars
- Combined Schools
- SL Horsford Highlights
- Villa International United

## Az eddigi győztesek
- 2004 : Bath United
- 2004/05 : Fitness Pioneers
- 2005/06 : Harris United
- 2006/07 : BAS Stoney Grove Strikers
- 2007/08 : SL Horsford Highlights
- 2008/09 : SL Horsford Highlights
- 2009/10 : BAS Stoney Grove Strikers

## Bajnoki címek eloszlása
| Klub                      | Város | Bajnoki címek | Utolsó  |
| ------------------------- | ----- | ------------- | ------- |
| SL Horford's Highlights   |       | 3             | 2008/09 |
| BAS Stoney Grove Strikers |       | 2             | 2009/10 |
| Fitness Pioneers          |       | 1             | 2004/05 |
| Bath United               |       | 1             | 2004    |